# العضاض الغليظ

العضاض الغليظ (الاسم العلمي:Pachydectes) هو جنس منقرض من بيارميات وأشباهها الوحشية الوجه ينتمي إلى فصيلة البرنيتيات من البرمي الأوسط في جنوب أفريقيا. النوع النمطي هو العضاض الغليظ الإلسي وتمت تسميته في عام 2006.